# Siphona pigra
Siphona pigra là một loài ruồi trong họ Tachinidae.